# Scolopsis margaritifera
Scolopsis margaritifera là một loài cá biển thuộc chi Scolopsis trong họ Cá lượng. Loài cá này được mô tả lần đầu tiên vào năm 1830.

## Từ nguyên
Từ định danh margaritifera được ghép bởi hai âm tiết trong tiếng Latinh: margarita ("ngọc trai") và fero ("mang theo"), hàm ý đề cập đến đốm màu trắng bạc ở vảy cá trên lưng và hai bên lườn của loài này.

## Phân bố và môi trường sống
Từ biển Andaman (gồm cả ngoài khơi Myanmar), S. margaritifera có phân bố trải dài về phía đông đến quần đảo Caroline và Vanuatu, xa về phía nam đến Úc, ngược lên phía bắc đến quần đảo Ryukyu (Nhật Bản).
Ở Việt Nam, S. margaritifera được ghi nhận tại cù lao Chàm (Quảng Nam), Ninh Thuận, cù lao Câu (Bình Thuận), vịnh Nha Trang và quần đảo Trường Sa (Khánh Hòa), cùng Phú Quốc và Côn Đảo.
S. margaritifera sống trên nền đáy cát và đá vụn trên rạn viền bờ và trong đầm phá, độ sâu khoảng 2–25 m.

## Mô tả
Chiều dài cơ thể lớn nhất được ghi nhận ở S. margaritifera là 28 cm. Cơ thể màu trắng xám, trừ thân trên sẫm màu ô liu. Có hai sọc trắng trên mõm, ngay trước mắt. Thùy dưới của vây đuôi có màu đỏ. Cá con màu trắng, có một sọc đen giữa hai bên lườn (một vài cá thể có thêm sọc đen dọc lưng), bụng có thể ửng vàng, với một đốm đen trên bốn gai lưng trước.
Số gai vây lưng: 10; Số tia vây lưng: 9; Số gai vây hậu môn: 3; Số tia vây hậu môn: 7; Số gai vây bụng: 1; Số tia vây bụng: 5.

## Sinh thái
S. margaritifera ăn các loài thủy sinh không xương sống như giáp xác, giun nhiều tơ, nhuyễn thể và cá nhỏ hơn. Chúng thường sống thành từng nhóm nhỏ, có khi đơn độc.
S. margaritifera còn nhỏ được biết đến khả năng bắt chước kiểu hình của cá mào gà Meiacanthus geminatus và Meiacanthus vittatus. Meiacanthus đa phần đều có tuyến nọc độc ở răng nanh. Do đó, những loài không mang độc, như S. bilineata, ngụy trang thành loài có độc được gọi là bắt chước kiểu Bates.

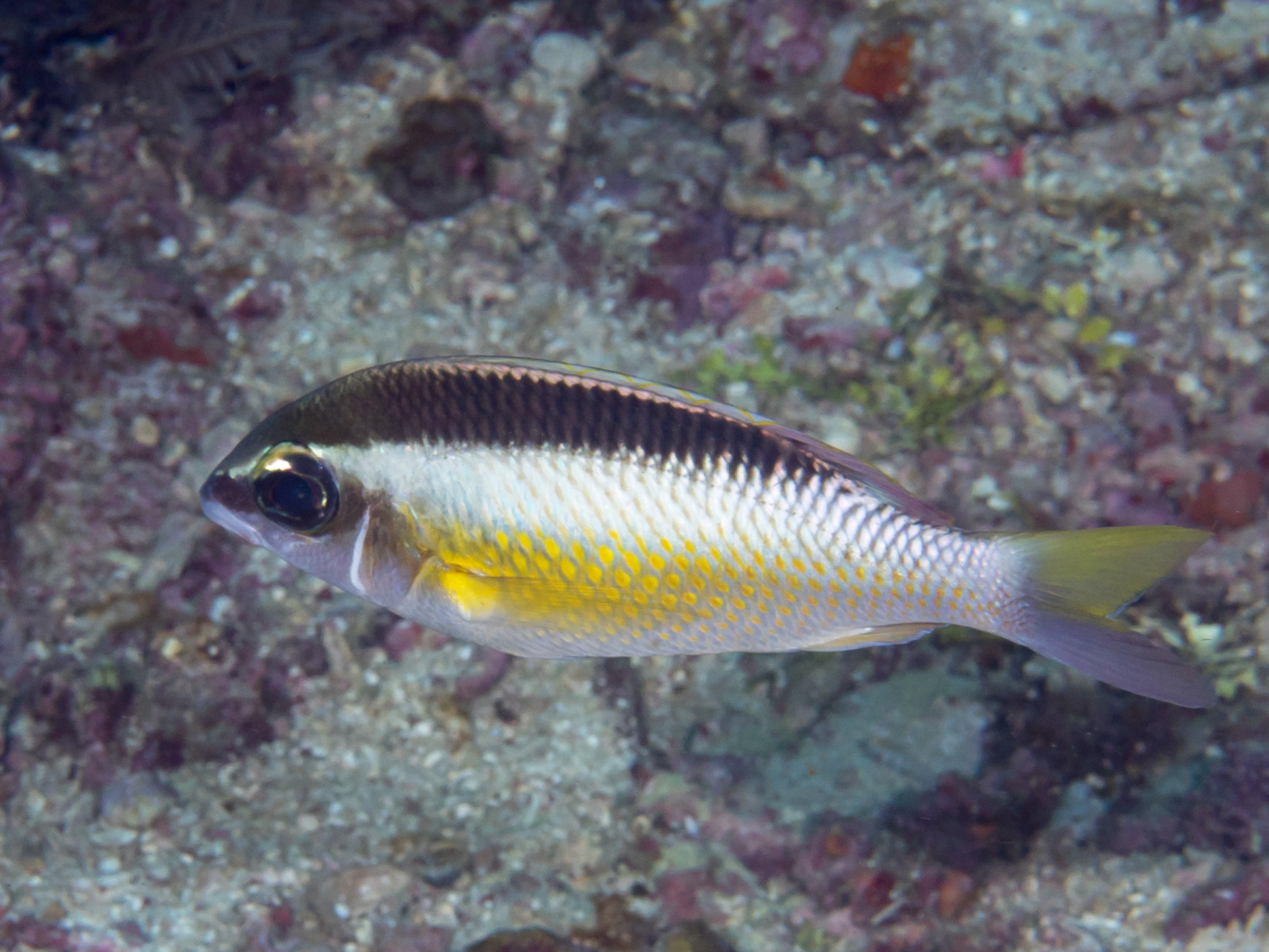
S. margaritifera bắt chước M. geminatus
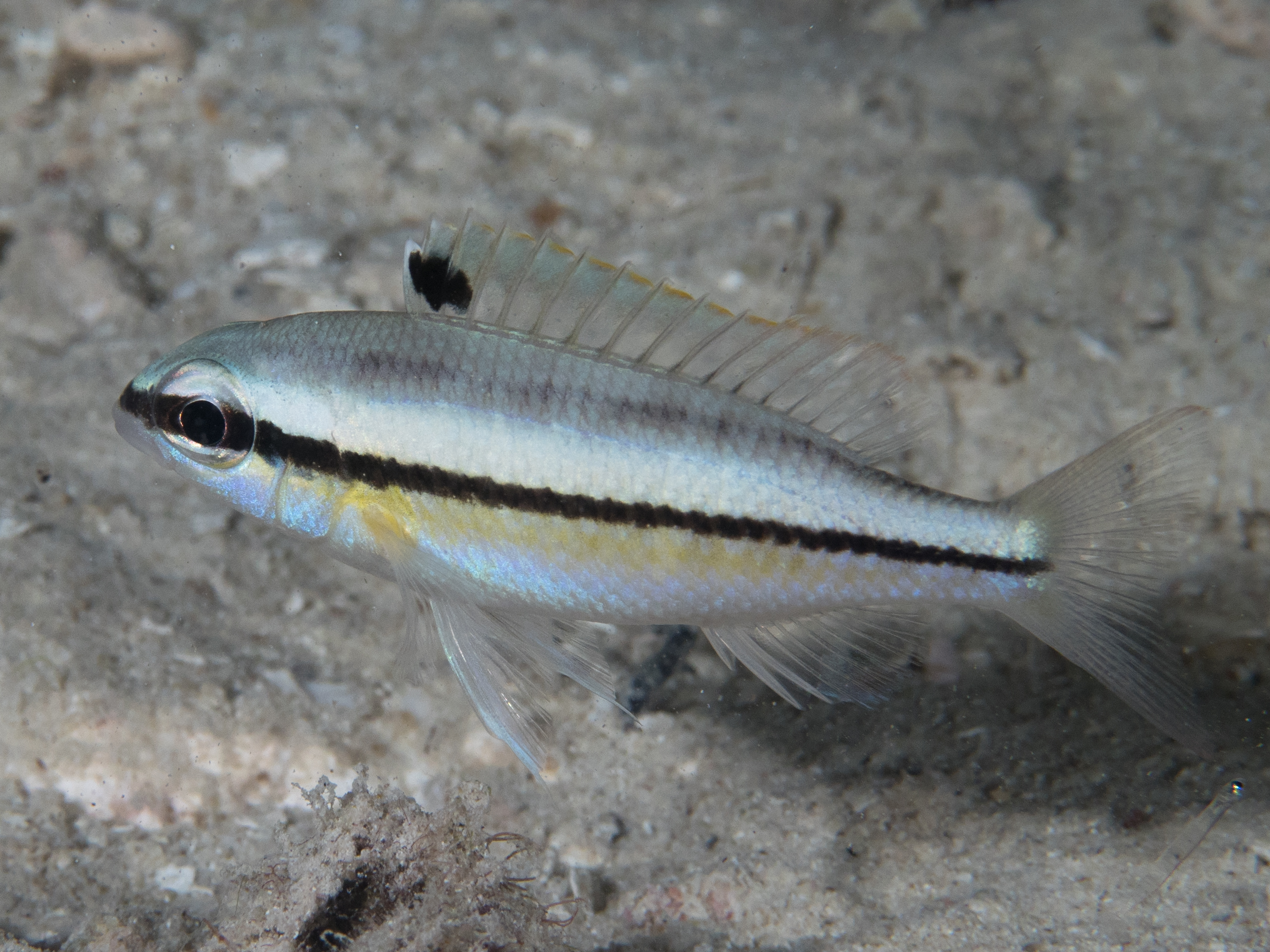
S. margaritifera bắt chước M. vittatus

## Sử dụng
S. margaritifera thường thấy với số lượng nhỏ trong các chợ cá địa phương, chủ yếu được đánh bắt thủ công.